# Johan Wilhelm Palmstruch
Johan Wilhelm Palmstruch ( * 3 de marzo de 1770 – 30 de agosto de 1811, Vänersborg) fue un soldado, artista, y naturalista sueco.
Palmstruch era capitán de caballería. Fue conocido como el Sowerby sueco, publicaría dos vastas obras de Historia natural: Svensk Botanik (o Botánica de Suecia) comenzada en 1802 y completa, en 1843, de once volúmenes compuestos de 774 planchas coloreadas a mano, y de 23 páginas de índex. Comenzó esta publicación con la ayuda financiera de la Real Academia de las Ciencias de Suecia, del grabador Carl Wilhelm Venus (1770-1851) y del naturalista Conrad Quensel (1767-1806). Los textos fueron signados por los mejores botánicos de la época, además de Quensel, pueden citarse Elias Magnus Fries (1794-1878), Olof Peter Swartz (1760-1818), Göran Wahlenberg (1780-1851) y Pehr Fredrik Wahlberg (1800-1877); & Svensk Zoologi. Aprendió el arte de la ilustración del francés Louis Jean Desprez (1743-1804).
- La abreviatura «Palmstr.» se emplea para indicar a Johan Wilhelm Palmstruch como autoridad en la descripción y clasificación científica de los vegetales.[2]